# Cheminée Isautier
Pour les articles homonymes, voir Isautier.
La cheminée Isautier est la cheminée d'une ancienne distillerie des Établissements Isautier sur l'île de La Réunion, département d'outre-mer français dans le sud-ouest de l'océan Indien. Située au 2 rue François-Isautier à Saint-Pierre, elle est inscrite en totalité à l'inventaire supplémentaire des Monuments historiques depuis le 16 avril 2002, ainsi que son terrain d’assiette,.